# 'hours...'
Vous lisez un « bon article » labellisé en 2021.
Pour les articles homonymes, voir Hours (homonymie).
Albums de David Bowie
The Best of David Bowie 1974/1979
(1998) LiveAndWell.com
(2000)
Singles
1. Thursday's Child
Sortie : 20 septembre 1999
2. The Pretty Things Are Going to Hell
Sortie : 14 octobre 1999
3. Survive
Sortie : 24 janvier 2000
4. Seven
Sortie : 17 juillet 2000

'hours…' est le vingt-et-unième album studio du chanteur britannique David Bowie, paru en 1999.
Cet album est le fruit d'une collaboration étroite avec le guitariste Reeves Gabrels, qui accompagne Bowie depuis la fin des années 1980 mais apparaît pour la première fois comme coproducteur et coauteur de l'intégralité des chansons. Son enregistrement est étroitement lié à celui de la bande originale du jeu vidéo The Nomad Soul, qui en reprend la majorité de morceaux. Musicalement, Bowie abandonne les expérimentations avec la musique industrielle et la musique électronique de ses précédents disques, 1. Outside et Earthling, au profit de sonorités plus acoustiques rappelant par moments son album de 1971 Hunky Dory. Les morceaux qu'il compose avec Gabrels abordent des thèmes intimes et mélancoliques comme la nostalgie ou le regret, même s'il se défend de toute interprétation autobiographique des paroles.
'hours…' est commercialisé en téléchargement sur le site de Bowie deux semaines avant sa sortie en magasins. C'est la première fois qu'un artiste aussi célèbre propose sa musique directement sur Internet. Les critiques sont partagés, certains appréciant sa richesse émotionnelle et d'autres estimant qu'il manque d'énergie. Le disque se classe dans le Top 5 des meilleures ventes au Royaume-Uni, mais ne dépasse pas le bas du Top 50 aux États-Unis. Les singles qui en sont tirés réalisent eux aussi des performances médiocres dans les hit-parades. La tournée 'hours…' Tour ne se compose que d'une poignée de concerts, la promotion de l'album s'effectuant principalement à la télévision.
Dernier album de Bowie sorti au XXe siècle, 'hours…' est également le dernier qu'il enregistre avec Reeves Gabrels et que publie Virgin Records. Ce label rejette l'année suivante son projet Toy, ce qui l'incite à fonder sa propre maison de disques, ISO, distribuée par Columbia Records.

## Histoire

### Contexte

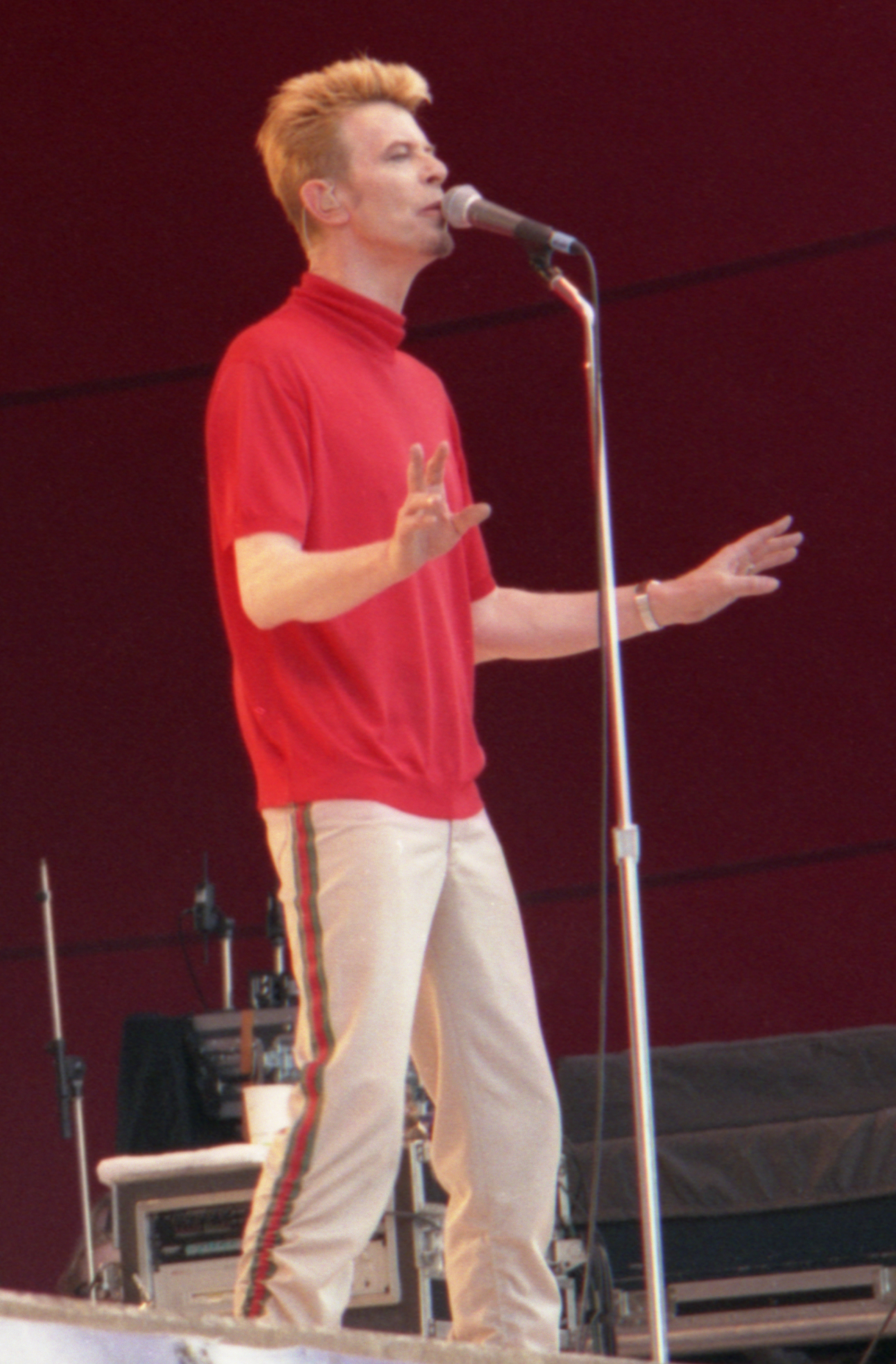
David Bowie sur scène en 1997, pendant le Earthling Tour.

La tournée de promotion de l'album Earthling s'achève le 7 novembre 1997 à Buenos Aires. Au cours de l'année suivante, placée « sous le signe du multimédia », David Bowie se consacre à diverses activités non musicales. Il continue à s'intéresser à l'art moderne, tourne dans trois films (Il mio West, Everybody Loves Sunshine et Mr. Rice's Secret) et lance son propre fournisseur d'accès à Internet, BowieNet. Ce dernier est conçu comme un moyen de rapprocher l'artiste et ses fans : les adhérents ont accès à des téléchargements exclusifs et peuvent parfois converser directement avec le chanteur via son salon de discussion.
Bowie trouve cependant le temps de travailler sur de nouvelles compositions avec Reeves Gabrels, le guitariste qui l'accompagne sur disque et sur scène depuis la fin des années 1980. Grâce à Pro Tools, les deux hommes peuvent travailler aussi bien depuis leurs domiciles respectifs (Gabrels vit à New York et Bowie vient de faire l'acquisition de Seaview, une luxueuse résidence aux Bermudes) que dans les chambres d'hôtel où le chanteur est amené à résider. En novembre, le chanteur estime qu'ils ont ainsi élaboré une trentaine de morceaux intéressants.
Vers la fin de l'année, Bowie est contacté par Eidos Interactive, un éditeur de jeux vidéo, qui lui propose d'élaborer la musique de The Nomad Soul, en cours d'élaboration par le développeur français Quantic Dream. Peut-être séduit par les accents bouddhistes du jeu, dans lequel la réincarnation occupe une place importante, le chanteur accepte. Plusieurs des morceaux qu'il écrit avec Gabrels sont ainsi destinés à The Nomad Soul, tandis que d'autres sont envisagés pour leurs prochains disques. Le guitariste compte en effet lui aussi sortir un album, sur lequel doivent figurer les chansons Survive, The Pretty Things Are Going to Hell et We All Go Through, finalement réservées par Bowie pour son propre disque.

### Enregistrement

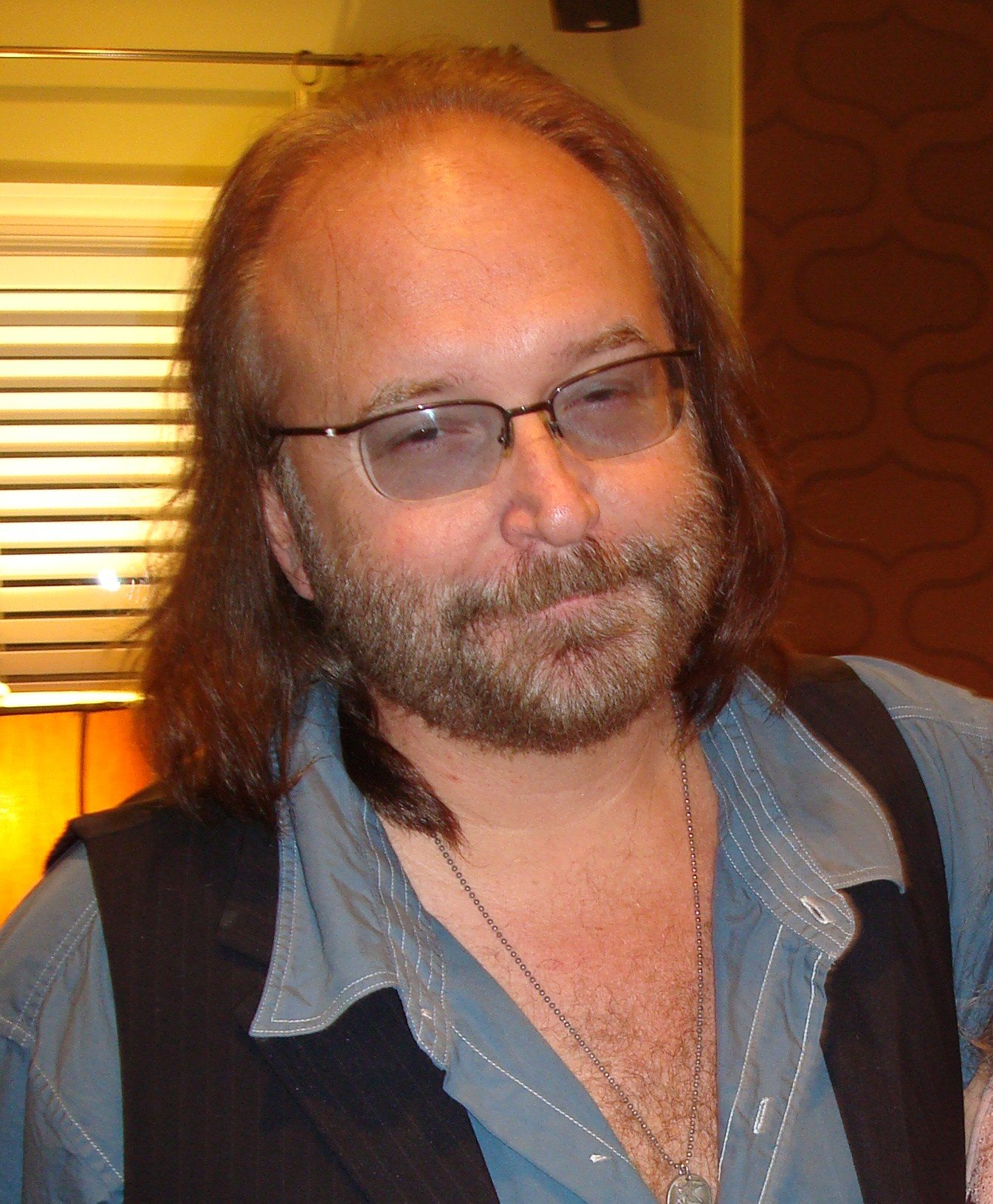
Reeves Gabrels (ici en 2008) coécrit et coproduit l'intégralité de hours....

La première mouture des chansons de 'hours…' est enregistrée à l'automne 1998 aux studios du label Mute Records, à Londres. Bowie et Gabrels jouent de tous les instruments, à l'exception de la batterie, pour laquelle ils ont recours aux services de Jason Cooper, le batteur de The Cure. Ce sont ces versions, mixées au début de 1999, qui sont utilisées dans le jeu The Nomad Soul.
Si Gabrels est satisfait du résultat, ce n'est pas le cas de Bowie, qui est à la recherche d'un son plus lisse, avec de la basse fretless. Une deuxième phase de travail prend ainsi place au printemps 1999 aux studios Looking Glass, à New York. Des musiciens ayant déjà collaboré avec Bowie sont invités à participer : Mark Plati, qui a joué sur Earthling, à la basse, et Sterling Campbell, qui a joué sur 1. Outside, à la batterie. C'est cependant un autre batteur, Mike Levesque, qui apparaît sur la majorité des morceaux.
Pour la chanson Thursday's Child, Bowie veut s'accompagner d'une voix féminine. Il envisage de faire appel au groupe de R&B américain TLC, mais Gabrels oppose son veto à cette idée. Il lui propose de contacter Holly Palmer, une chanteuse américaine dont il a fait la connaissance à Boston. Leur collaboration se déroule si bien que Bowie offre une place à Palmer dans son groupe pour la tournée 'hours…' Tour.
Le 24 mai 1999, les parties vocales du morceau What's Really Happening sont enregistrées aux studios Looking Glass. La séance est diffusée en direct sur BowieNet et voit la participation de deux invités, Alex Grant et Larry Tressler, aux chœurs. Grant est le vainqueur du concours organisé par Bowie sur son site pour écrire les paroles de cette chanson. Ce concours a recueilli plus de 25 000 participations, dont le chanteur affirme avoir lu la majorité et choisi le vainqueur parce que son texte « était impertinent, sonnait bien et était facile à chanter ».
Les dernières retouches et le mixage prennent place dans un autre studio new-yorkais, Chung King, vers mai-juin 1999. L'album reçoit son titre définitif après que Bowie a abandonné son idée originale, The Dreamers, dont Gabrels estime qu'il rappelle de manière inappropriée le groupe de pop humoristique des années 1960 Freddie and the Dreamers. Les crédits témoignent du rôle important joué par le guitariste à toutes les étapes de la conception de 'hours…' : outre son rôle de musicien et coproducteur, il figure également comme coauteur de toutes les chansons du disque, cas unique dans la discographie de Bowie.

### Parution et accueil
Des extraits de 'hours…' sont présentés à partir du mois d'août 1999 aux membres de BowieNet, qui ont également la possibilité de découvrir progressivement sa pochette. L'album entier est proposé en téléchargement le 21 septembre, deux semaines avant sa sortie physique le 4 octobre. C'est la première fois qu'un artiste établi comme Bowie commercialise ainsi son nouveau disque en ligne. La première édition CD, en édition limitée, utilise l'imagerie lenticulaire pour donner un effet de mouvement à l'image de la pochette.
Le jeu The Nomad Soul est également publié en octobre 1999. Outre sa participation à la bande originale, Bowie y incarne deux personnages : Boz, un être virtuel qui dirige la faction des « Éveillés », et le chanteur du groupe « The Dreamers », qui donne des concerts clandestins auxquels le personnage du joueur peut assister. Les autres membres des Dreamers sont calqués sur Gabrels et sur Gail Ann Dorsey, bassiste attitrée de Bowie depuis la tournée Outside. La femme du chanteur, Iman Abdulmajid, prête également ses traits à un personnage jouable. Au-delà de The Nomad Soul, plusieurs films sortis entre 1999 et 2000 utilisent des chansons tirées de 'hours...' dans leur bande originale : Something in the Air sert de générique de fin à Memento et apparaît dans American Psycho, tandis que The Pretty Things Are Going to Hell est utilisée dans Stigmata.
'hours…' reçoit des critiques variées, la presse musicale spécialisée se montrant dans l'ensemble plus clémente que les grands journaux généralistes. The Guardian le juge « vaseux et monotone » et The Times l'estime « dépourvu de l'étincelle d'imagination qui alimentait les disques les plus récents de Bowie, sans parler de ses meilleurs ». À l'inverse, Q le décrit comme « un ensemble de chansons aux textures riches et aux émotions intenses » et Rolling Stone considère qu'il s'agit d'un disque « qui s'améliore à chaque nouvelle écoute ».
Le public britannique réserve un bon accueil à 'hours…', qui fait mieux que ses deux prédécesseurs en se classant no 5 du UK Albums Chart. En revanche, il ne dépasse pas la 47e position dans le classement américain Billboard 200, la pire performance d'un album de Bowie depuis plus d'un quart de siècle. Le premier single qui en est tiré, Thursday's Child, n'est pas le meilleur choix possible selon le biographe de Bowie Nicholas Pegg ; il se classe seulement no 16 au Royaume-Uni et n'entre même pas dans le Top 100 américain. Les trois autres singles extraits de 'hours…', The Pretty Things Are Going to Hell (uniquement édité en Australie et au Japon), Survive et Seven, ne font pas mieux.

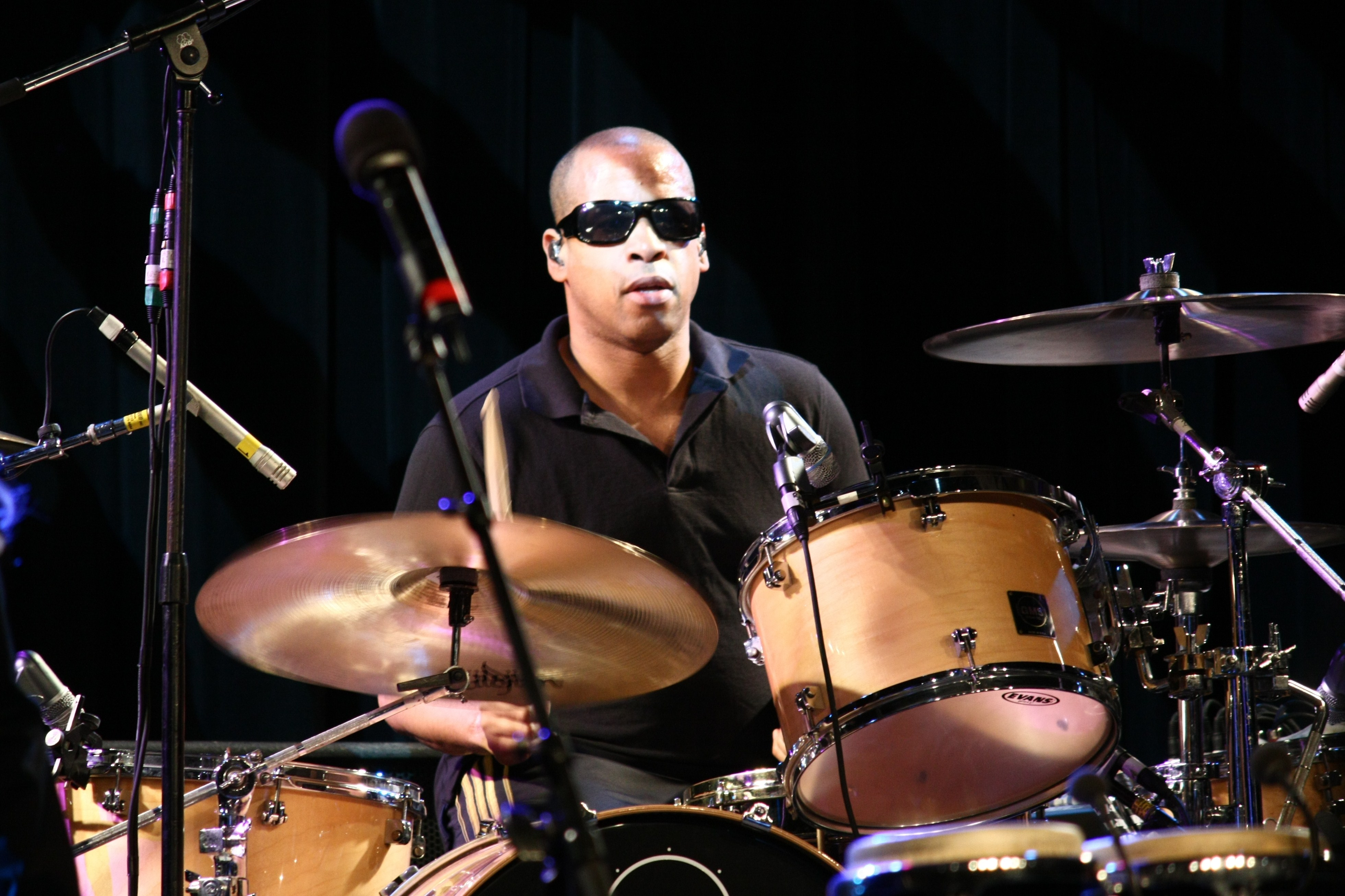
Le batteur Sterling Campbell (ici en 2009) apparaît sur trois des dix chansons de l'album et participe à la tournée 'hours…' Tour.

Pour promouvoir 'hours…', Bowie se produit dans plusieurs émissions de télévision en Amérique du Nord et en Europe. En France, il interprète ainsi Thursday's Child dans Les années tubes sur TF1 le 13 octobre 1999 et passe dans Nulle part ailleurs sur Canal+ le 20 pour une série de huit chansons. Il ne donne qu'une poignée de concerts entre 1999 et 2000, réunis sous l'appellation de 'hours…' Tour. Son groupe se compose de musiciens ayant participé à l'album (Mark Plati à la guitare, Sterling Campbell à la batterie) ou ayant déjà joué avec lui (Mike Garson aux claviers, Gail Ann Dorsey à la basse), à l'exception du guitariste principal, Reeves Gabrels ayant décidé de mettre un terme à leur collaboration. Il est remplacé par Page Hamilton, du groupe de metal alternatif américain Helmet.

### Postérité
'hours...' marque la fin de la collaboration entre Bowie et Reeves Gabrels. Le guitariste se produit pour la dernière fois à ses côtés le 23 août 1999 pour un épisode de l'émission télévisée américaine Storytellers diffusé le 18 octobre sur VH1. Gabrels donne plusieurs raisons à son départ : un certain agacement vis-à-vis de l'entourage du chanteur, l'impression d'avoir fait le tour de ce qu'il pouvait lui apporter et l'envie de passer à autre chose. De manière significative, lorsque sort l'album solo sur lequel il travaillait en même temps que 'hours...', il choisit de l'intituler Ulysses (della notte), se comparant implicitement à la figure d'Ulysse cherchant à regagner son foyer après des années d'errance.
Le départ de Gabrels coïncide avec une période où Bowie s'intéresse davantage à son passé : il évoque divers projets autour du personnage de Ziggy Stardust et reprend contact avec Tony Visconti. Pendant certains concerts du 'hours…' Tour, il s'amuse à reprendre une de ses chansons de jeunesse, le single de 1965 Can't Help Thinking About Me. Durant l'été 2000, il enregistre Toy, série de compositions datant d'avant sa percée avec Space Oddity, mais Virgin refuse de publier ce disque en 2001, ce qui encourage Bowie à mettre sur pied son propre label, ISO, distribué par Columbia Records. 'hours...' constitue ainsi son seul album paru sous l'étiquette Virgin Records.
Nicholas Pegg note que 'hours...' n'a jamais été aussi bien considéré que 1. Outside ou Earthling. D'après lui, c'est un disque qui se disperse trop et qui manque d'énergie, mais il estime qu'il constitue une étape importante dans la carrière de Bowie, dont l'écriture commence à acquérir une nouvelle maturité. Marc Spitz le trouve tout aussi bon que ses trois prédécesseurs et le décrit comme « un bon disque à écouter le matin quand on a fait quelque chose de regrettable la veille ». En revanche, Paul Trynka juge l'album « moins bon que la somme de ses composants », et pour Matthieu Thibault, c'est une conclusion médiocre aux années 1990 de Bowie et son pire disque de la décennie.

## Caractéristiques artistiques

### Paroles et musique
Les dix morceaux qui composent 'hours...' forment un contraste net avec ceux des deux précédents albums de Bowie, 1. Outside (1995) et Earthling (1997). Le chanteur abandonne ses expérimentations avec la musique industrielle et la musique électronique au profit de sonorités plus douces, dominées par des nappes de synthétiseur et des guitares acoustiques, et des chansons à la construction plus classique. C'est paradoxalement sur 'hours...', le seul album de Bowie qu'il a entièrement coécrit et coproduit, que Reeves Gabrels, dont le jeu de guitare est habituellement puissant et dissonnant, est le plus discret. Les paroles, très introspectives et mélancoliques, évoquent des sujets tels que le passage inexorable du temps ou les occasions manquées, particulièrement dans le domaine des relations amoureuses. Elle présentent de nombreuses références au christianisme et à la religion en général, avec des citations de la Bible et du poète John Donne. Le titre de l'album pourrait ainsi faire référence aux livres d'heures médiévaux, même si Bowie l'explique comme une allusion à la fois au temps qui passe et aux expériences partagées (en anglais, le pronom ours « nôtre » et le substantif hours « heures » sont homophones).
Thursday's Child, première chanson de l'album et premier single à en être tiré, doit son titre à l'autobiographie de la chanteuse de jazz américaine Eartha Kitt, elle-même baptisée d'après une ballade interprétée par Kitt en 1956. Le refrain de la chanson de Bowie, semblable à une comptine, reflète l'influence du morceau Inchworm (en) de Danny Kaye, paru en 1952, qui avait déjà inspiré Ashes to Ashes. Les paroles introspectives évoquent le rejet d'un passé troublé et l'arrivée prochaine d'une certaine paix intérieure apportée par l'amour, ce qui pourrait refléter l'état d'esprit de Bowie à l'époque. Matthieu Thibault estime que les arrangements plats et la performance vocale engourdie du chanteur empêchent le titre d'atteindre son plein potentiel émotionnel.
Les deux chansons qui suivent, Something in the Air et Survive, ont pour thème une rupture conjugale. La première est aux yeux de Nicholas Pegg l'une de ses meilleures chansons des années 1990, « grandiose et déchirante », avec sa musique pleine d'échos du passé et ses paroles à la fois universelles et spécifiques ; il se demande si son titre, qui est aussi celui de la chanson de 1969 du groupe Thunderclap Newman, ne suggère pas un lien avec la rupture du chanteur avec sa première femme Angie. Sa coda est quant à elle empruntée à I'm the One d'Annette Peacock, une artiste que Bowie admire beaucoup. Survive est quant à elle une ballade mélancolique dans la veine des titres les plus calmes de Hunky Dory, avec un duo de guitares acoustiques proéminent, mais aussi une guitare électrique qui rappelle Starman.
If I'm Dreaming My Life dure plus de sept minutes, ce qui en fait le morceau le plus long de 'hours...' Ses refrains énergiques alternent avec des couplets plaintifs pour une montée en puissance jusqu'à la coda. Le guitariste du Rollins Band Chris Haskett (en) y ajoute une ligne de guitare rythmique saturée. Ses paroles sont fondées sur le paradoxe jungien consistant à rêver qu'on est quelqu'un d'autre. Pegg estime qu'il s'agit d'une expérience ratée et la décrit comme un « interlude ampoulé au milieu de la beauté mélodique » des morceaux qui l'entourent. Comme Survive, Seven est une ballade dominée par les guitares acoustiques qui évoque Hunky Dory, avec l'ajout notable d'une steel guitar. Ses paroles constituent une incitation à vivre pleinement l'instant présent.
What's Really Happening? et The Pretty Things Are Going to Hell contrastent musicalement avec les morceaux qui précèdent : ce sont des chansons énergiques, dominées par la guitare électrique saturée de Reeves Gabrels. La première emprunte sa mélodie vocale à You Keep Me Hangin' On des Supremes, tandis que la seconde porte un titre susceptible d'évoquer bon nombre d'éléments du passé, du groupe The Pretty Things aux morceaux Oh! You Pretty Things de Bowie, Your Pretty Face Is Going to Hell des Stooges et Pretty Thing de Tin Machine.
New Angels of Promise est un morceau majestueux et dissonnant rappelant musicalement la trilogie berlinoise, en particulier la mélodie de Sons of the Silent Age, titre paru en 1977 sur l'album "Heroes". Ses paroles évoquent la figure du surhomme extraterrestre récurrente dans l'œuvre du chanteur. O'Leary estime qu'avec ce morceau, Bowie se contente de faire du Bowie, produisant « une pièce qui croule tellement sous le poids du passé qu'elle constitue tout juste un morceau cohérent ». Une version alternative de cette chanson est utilisée dans la cinématique d'introduction de The Nomad Soul, avec le « suspicious minds » du refrain (possible allusion à la chanson homonyme d'Elvis Presley) remplacé par « Omikron », le nom de la ville où se déroule le jeu.
Après Brilliant Adventure, instrumental bref et fragile dont la mélodie rappelle Sense of Doubt et l'utilisation du koto Moss Garden, deux morceaux de "Heroes", 'hours...' s'achève sur The Dreamers. Ce titre est conçu comme une conclusion grandiose pour le disque, avec son refrain final plein d'harmonies vocales et de parties de guitare aériennes. Ses paroles, qui rappellent Scott Walker, dépeignent un voyageur solitaire perdu dans un monde d'hommes creux. O'Leary estime que la chanson aurait mieux fonctionné avec un véritable orchestre à la place des nappes de synthétiseur, tandis que Thibault juge qu'elle rappelle par certains aspects la pop fade produite par Bowie dans les années 1980.

### Pochette et illustrations

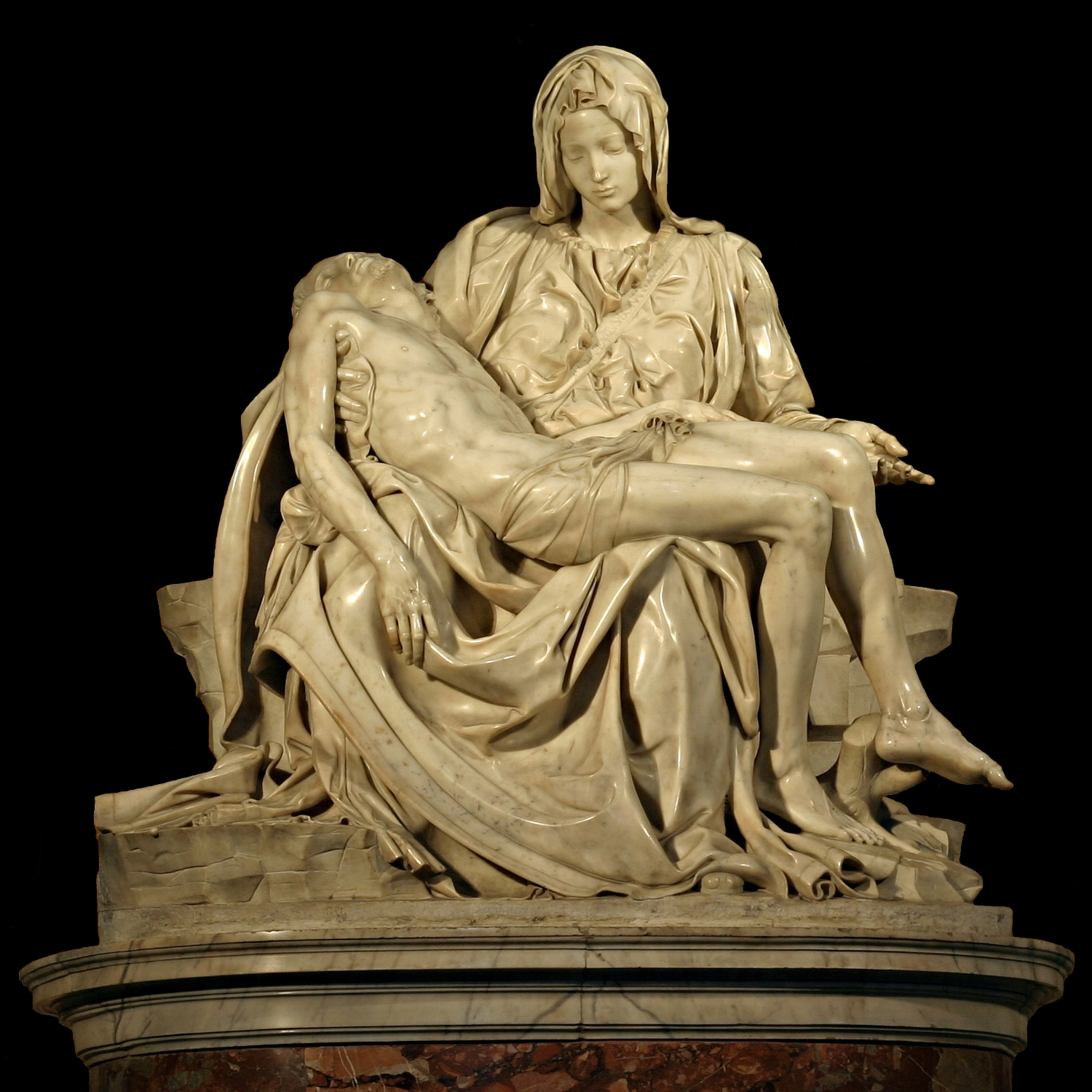
La Pietà de Michel-Ange, source d'inspiration de la pochette de hours....

La pochette de 'hours...' est une photographie de Tim Bret Day qui met en scène deux incarnations de David Bowie entièrement vêtues de blanc. La première a les cheveux longs et le visage glabre. Elle est agenouillée et tient dans ses mains la tête de l'autre Bowie, qui est allongé au sol. Avec sa barbichette et ses cheveux hérissés, ce deuxième Bowie ressemble fortement à son image publique pendant la promotion de l'album Earthling. Le chanteur, qui semble ainsi faire le deuil de sa précédente période artistique, explique que cette image « peut être envisagée comme représentant la vie et la mort, le passé et le présent ».
Cette image s'inspire du motif de la Pietà, une représentation de la Vierge Marie tenant dans ses bras le corps de son fils Jésus-Christ, très populaire dans l'iconographie chrétienne du Moyen Âge et de la Renaissance, et plus particulièrement de la Pietà sculptée par Michel-Ange entre 1498 et 1499 pour la basilique Saint-Pierre de Rome. La pochette arrière de l'album fait également appel à une imagerie chrétienne. Bowie y apparaît à trois reprises, entièrement vêtu de noir, avec un serpent noir à ses pieds. Cette mise en scène évoque la chute de l'Homme, un récit qui implique trois personnages : Adam, Ève et Dieu le Père.
L'habillage de la pochette est conçu par le graphiste américain Rex Ray (en). Il s'inspire des codes-barres pour concevoir un logo qui mélange lettres et chiffres.

## Fiche technique

### Chansons

#### Album original
Toutes les chansons sont écrites et composées par David Bowie et Reeves Gabrels, sauf mention contraire.
| No  | Titre                               | Auteur                                  | Durée |
| --- | ----------------------------------- | --------------------------------------- | ----- |
| 1.  | Thursday's Child                    |                                         | 5:24  |
| 2.  | Something in the Air                |                                         | 5:46  |
| 3.  | Survive                             |                                         | 4:11  |
| 4.  | If I'm Dreaming My Life             |                                         | 7:04  |
| 5.  | Seven                               |                                         | 4:04  |
| 6.  | What's Really Happening?            | David Bowie, Reeves Gabrels, Alex Grant | 4:10  |
| 7.  | The Pretty Things Are Going to Hell |                                         | 4:40  |
| 8.  | New Angels of Promise               |                                         | 4:35  |
| 9.  | Brilliant Adventure                 |                                         | 1:54  |
| 10. | The Dreamers                        |                                         | 5:14  |

#### Éditions spéciales et rééditions
L'édition japonaise de '...hours' inclut un titre bonus :
| No  | Titre             | Durée |
| --- | ----------------- | ----- |
| 11. | We All Go Through | 4:10  |

En 2004, '...hours' est réédité par Columbia Records avec un deuxième CD de versions alternatives, remixes et faces B.
| No  | Titre                                                            | Durée |
| --- | ---------------------------------------------------------------- | ----- |
| 1.  | Thursday's Child (Rock Mix)                                      | 4:28  |
| 2.  | Thursday's Child (Omikron: The Nomad Soul Slower Version)        | 5:35  |
| 3.  | Something in the Air (American Psycho Remix)                     | 6:03  |
| 4.  | Survive (Marius De Vries Mix)                                    | 4:18  |
| 5.  | Seven (Demo Version)                                             | 4:07  |
| 6.  | Seven (Marius De Vries Mix)                                      | 4:13  |
| 7.  | Seven (Beck Mix #1)                                              | 3:46  |
| 8.  | Seven (Beck Mix #2)                                              | 5:13  |
| 9.  | The Pretty Things Are Going to Hell (Edit)                       | 4:00  |
| 10. | The Pretty Things Are Going to Hell (Stigmata Film Version)      | 4:49  |
| 11. | The Pretty Things Are Going to Hell (Stigmata Film Only Version) | 4:00  |
| 12. | New Angels of Promise (Omikron: The Nomad Soul Version)          | 4:38  |
| 13. | The Dreamers (Omikron: The Nomad Soul Longer Version)            | 5:43  |
| 14. | 1917                                                             | 3:29  |
| 15. | We Shall Go to Town                                              | 3:55  |
| 16. | We All Go Through                                                | 4:11  |
| 17. | No-One Calls                                                     | 3:50  |

### Interprètes
- David Bowie : chant, chœurs, guitare acoustique à douze cordes, claviers, Roland TR-707, koto sur Brilliant Adventure[56]
- Reeves Gabrels : guitare solo, guitare rythmique, guitare acoustique, claviers, synthétiseur, Roland VG-8, programmation et boucles de batterie
- Mark Plati : basse, claviers, programmation des synthétiseurs et des batteries, mellotron sur Survive
- Mike Levesque : batterie sur Thursday's Child, Something in the Air, Survive, If I'm Dreaming My Life, What's Really Happening? et The Pretty Things Are Going to Hell, percussions sur The Pretty Things Are Going to Hell
- Sterling Campbell : batterie sur Seven, New Angels of Promise et The Dreamers, percussions sur The Dreamers
- Everett Bradley : percussions sur Seven[57]
- Chris Haskett (en) : guitare rythmique sur If I'm Dreaming My Life[58]
- Holly Palmer : chœurs sur Thursday's Child[59]
- Alex Grant, Larry Tressler : chœurs sur What's Really Happening?[60]

### Équipe de production
- David Bowie : producteur
- Reeves Gabrels : producteur
- Kevin Paul : ingénieur du son[4]
- Tim Bret Day : photographie
- Rex Ray (en) : conception graphique

### Classements et certifications
| Classement                         | Meilleure place |
| ---------------------------------- | --------------- |
| Royaume-Uni (UK Albums Chart)      | 5               |
| États-Unis (Billboard 200)         | 47              |
| France (SNEP)                      | 7               |
| Suisse (Schweizer Hitparade)       | 18              |
| Allemagne (Media Control AG)       | 4               |
| Autriche (Ö3 Austria Top 40)       | 2               |
| Pays-Bas (Mega Album Top 100)      | 31              |
| Belgique (Flandre Ultratop)        | 12              |
| Belgique (Wallonie Ultratop)       | 12              |
| Suède (Sverigetopplistan)          | 2               |
| Finlande (Suomen virallinen lista) | 39              |
| Norvège (VG-lista)                 | 4               |
| Australie (ARIA)                   | 33              |
| Nouvelle-Zélande (RIANZ)           | 21              |

| Pays              | Certification | Date            | Ventes certifiées |
| ----------------- | ------------- | --------------- | ----------------- |
| France (SNEP)     | Or            | 27 juin 2000    | 100 000           |
| Royaume-Uni (BPI) | Argent        | 15 octobre 1999 | 60 000            |